# Meerbeke
Meerbeke est un village de Flandre orientale à la frontière du Brabant. Depuis 1977 c'est une section de la ville de Ninove dans le Denderstreek (Région flamande de Belgique). C'était une commune à part entière avant la fusion des communes de 1977.

## Étymologie
Meer = frontière et beek = ruisseau.

## Démographie

### Évolution démographique
- Sources : INS, Rem. : 1831 jusqu'en 1970 = recensements, 1976 = nombre d'habitants au 31 décembre[2].

## Personnalités
- Sainte Berlinde (Xe siècle) mourut à Meerbeke.
- Jean de Naeyer (1808-1875), avocat et homme politique, est né à Meerbeke.

## Patrimoine
- L'église Saint-Pierre-et-Sainte-Berlinde est un édifice baroque du XVIIIe siècle. Tout y rappelle la sainte locale, la moniale et ermite Berlinde: vitrail, chapelle latérale, médaillon.